# Lycos fils de Poséidon
Pour les articles homonymes, voir Lycos.
Dans la mythologie grecque, Lycos (en grec ancien Λύκος / Lúkos) est le fils de Poséidon et de la Pléiade Céléno. Après sa mort, il est placé par son père dans les îles des Bienheureux.

### Sources antiques
- Pseudo-Apollodore, Bibliothèque [détail des éditions] [lire en ligne] (III, 10, 1).